# Évreux
Évreux es una ciudad y comuna francesa y la prefectura del departamento de Eure, en la región de Normandía.
Sus habitantes se denominan ébroïciens en francés.

## Geografía
Évreux está situado sobre el río Iton, en el centro de una inmensa meseta de cereales y agrícola que se conoce como la campagne d’Évreux. Está muy próximo al bosque que lleva su mismo nombre.

## Toponimia
El nombre de Évreux (Meiolanum Aulercorum, después Eburovices y, en la Edad Media, Ebroïcum) proviene de la tribu gala de los eburovices, literalmente los que vencieron por el tejo (eburo significa tejo en  galo).

## Historia

### Antigüedad
Durante la Antigüedad, Évreux se denominó: Mediolanum Aulercorum, fue la capital del pueblo de los aulercos eburovices y se fundó a finales del siglo I a. C. A principios del Alto Imperio, estos últimos rendían culto a los dioses romanos en el santuario de Gisacum, ubicado a cinco kilómetros de la ciudad.
Évreux tenía, también, varios edificios públicos, como un teatro, un forum, unas termas, etc. Situada en una encrucijada de vías terrestres (Ruan/Chartres y Évreux/París), la ciudad ha desarrollado un comercio floreciente. Los jarrones encontrados en la necrópolis del Clos del Duque, dan testimonio de los cambios comerciales con el centro de la Galia. Una inscripción (CII, 3202) confirma la existencia de actividad textil en la antigüedad galo-romana.
A finales del siglo III, durante los asaltos bárbaros, la ciudad fue rodeada con una muralla de la que quedan restos en el museo municipal.

### Edad Media

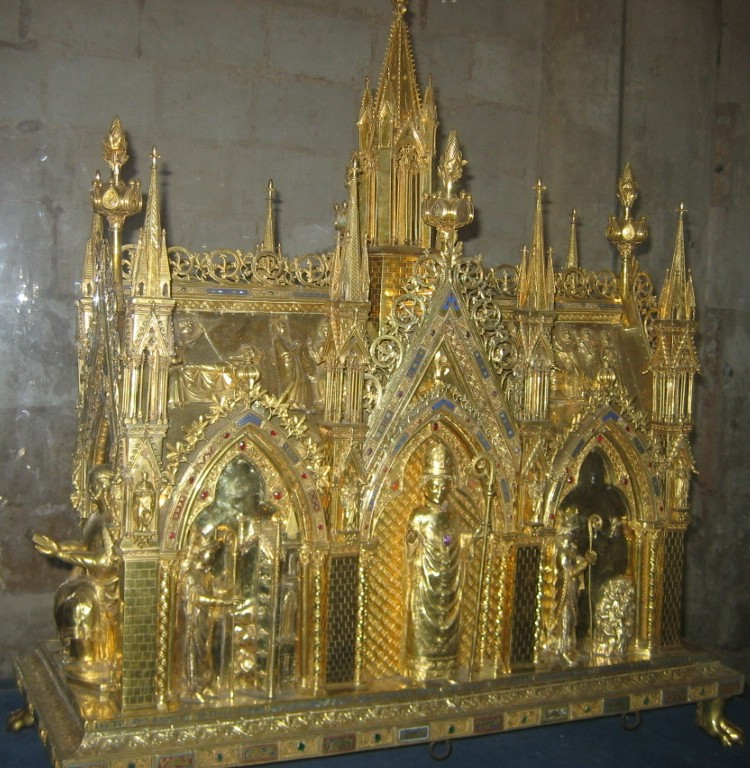
Relicario de San Taurin

Taurin fue el primer obispo de Évreux. Évreux fue, en 989 la sede del conde de Évreux y del obispo. Los normandos tomaron la ciudad en 892 y Lotario la tomó en 962. Fue saqueada por Enrique I de Inglaterra en 1120, y quemada por Felipe Augusto en 1194.
A finales del siglo XIII, Felipe III el Atrevido cedió para su hijo, el príncipe Luis, el condado de Évreux. Este príncipe francés daría origen a la dinastía de Evreux, que reinaría en Navarra por medio de su hijo Felipe, consorte por su casamiento con Juana II.
Hoy un barrio de la ciudad de Évreux se llama Navarre
Durante la guerra de los Cien Años, la ciudad fue tomada, en 1418 por Enrique V de Inglaterra. Retornó a la soberanía del rey de Francia gracias a la intervención de Robert Floquet.
En 1499 se empezó la construcción de la sede del obispo, obra llevada a cabo por el arquitecto Pierre Smoteau, de estilo flamígero.

### Época moderna y contemporánea
En 1793 François Buzot intentó, sin éxito, convertir esta ciudad en un centro de resistencia contra la Convención.
La ciudad sufrió muchos ataques durante la Segunda Guerra Mundial y gran parte de su centro tuvo que ser reconstruido. El museo municipal se inauguró en 1961. La ciudad experimentó un desarrollo muy rápido durante los años 70, con la implantación de industrias de transformación. La mejora de las comunicaciones con París ha permitido que muchos trabajadores parisinos se instalen en Évreux.

## Economía
- Industria farmacéutica
- Imprentas: ediciones Atlas
- Base aérea 105

## Demografía
| 8000 | 8426 | 9511 | 9728 | 11 706 | 10 287 | 11 802 | 12 877 | 12 227 | 12 265 | 12 320 | 13 350 | 14 627 | 15 847 | 16 755 | 16 932 | 17 766 | 18 292 | 18 971 | 18 957 | 18 234 | 18 841 | 19 315 | 20 116 | 20 436 | 23 647 | 42 550 | 47 412 | 46 045 | 49 103 | 51 198 | 51 485 |
| Para los censos de 1962 a 1999 la población legal corresponde a la población sin duplicidades (Fuente: INSEE [Consultar]) |      |      |      |        |        |        |        |        |        |        |        |        |        |        |        |        |        |        |        |        |        |        |        |        |        |        |        |        |        |        |        |

Su aglomeración urbana incluye además las comunas de Saint-Sébastien-de-Morsent, Gravigny y Arnières-sur-Iton. Tiene una superficie de 58,64 km² y una población (censo de 1999) de 60.108 habitantes
| 22 807 | 26 854 | 40 634 | 47 371 | 54 688 | 54 654 | 57 968 | 60 108 |
| Para los censos de 1962 a 1999 la población legal corresponde a la población sin duplicidades (Fuente: INSEE [Consultar]) |        |        |        |        |        |        |        |

## Personajes célebres
Nacidos en Évreux, o que estuvieron relacionados con la ciudadː
- Geoffroy de Beaulieu, nacido en la diócesis de Évreux, predicador y confesor de San Luis.
- Léon Walras, economista, nacido en Évreux.
- Jacques-Désiré Laval
- Guillaume Costeley, compositor, murió en Évreux
- Jacques Gaillot (1933-) obispo de Évreux, obispo titular de la diócesis virtual de Partenia
- Olivier Patience (1980-), jugador de tenis, nacido en Évreux.
- Jacques Villeret, actor, murió en Évreux.
- Bernard Mendy, nacido en Évreux
- Patrick Proisy, jugador de tenis, formado en Évreux
- Vincent Delerm, cantante, nació Évreux en 1976.
- Esteban Ocon, piloto de Fórmula 1, nacido en Évreux.
- Ousmane Dembélé, jugador de fútbol del F. C. Barcelona.
- Dayot Upamecano, jugador de fútbol del RB Leipzig

## Monumentos y lugares turísticos

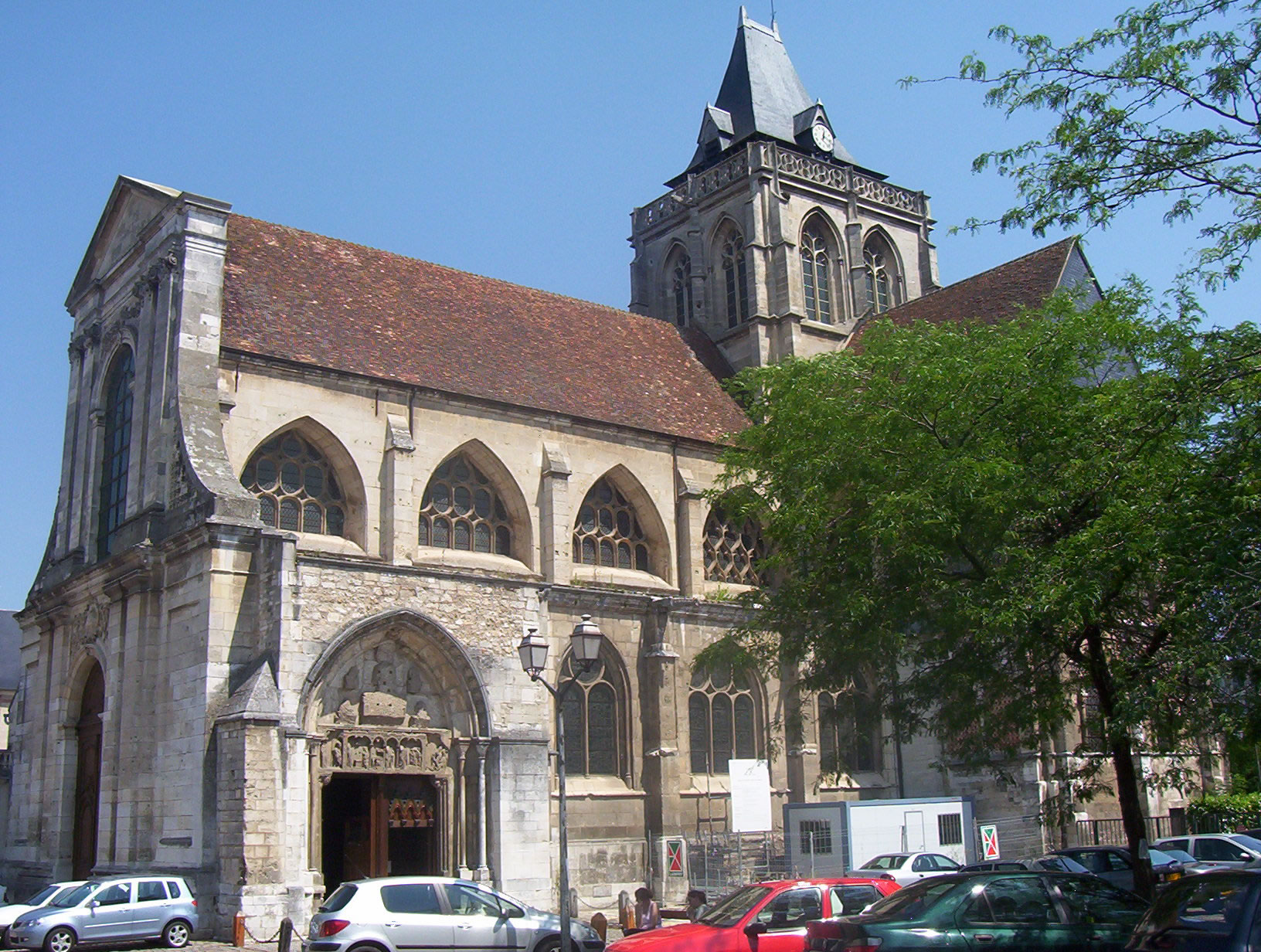
Iglesia de San Taurin.

Pese a las destrucciones sufridas durante la Segunda Guerra Mundial, quedan algunos monumentos de la Edad Media:
- el beffroi
- el obispado conserva, en la actualidad, las colecciones del museo de Évreux. En la sala arqueológica se exponen los descubrimientos de la región: de la prehistoria al período galo-romano. La estatua en bronce de Júpiter Stator, proveniente de Gisacum es una de las piezas más hermosas de la colección. Varias salas están dedicadas a la Edad Media (mitra de Jean de Marigny, anillo episcopal de Jean de La Cour d’Aubergenville, estatuas). Se exponen también muchas tapicerías de Aubusson siglo XVII. En el primer piso se encuentra un conjunto de obras del siglo XVII y del siglo XVIII y una colección de relojes antiguos. El segundo piso está dedicado a la pintura y la escultura del siglo XIX (Flandrin, Boudin, Rodin, Gérôme).

- la catedral de Notre Dame de estilo gótico, muy tardío.
- la iglesia de San Taurin, contiene el relicario de San Taurin, obra maestra de la orfebrería medieval de Francia.

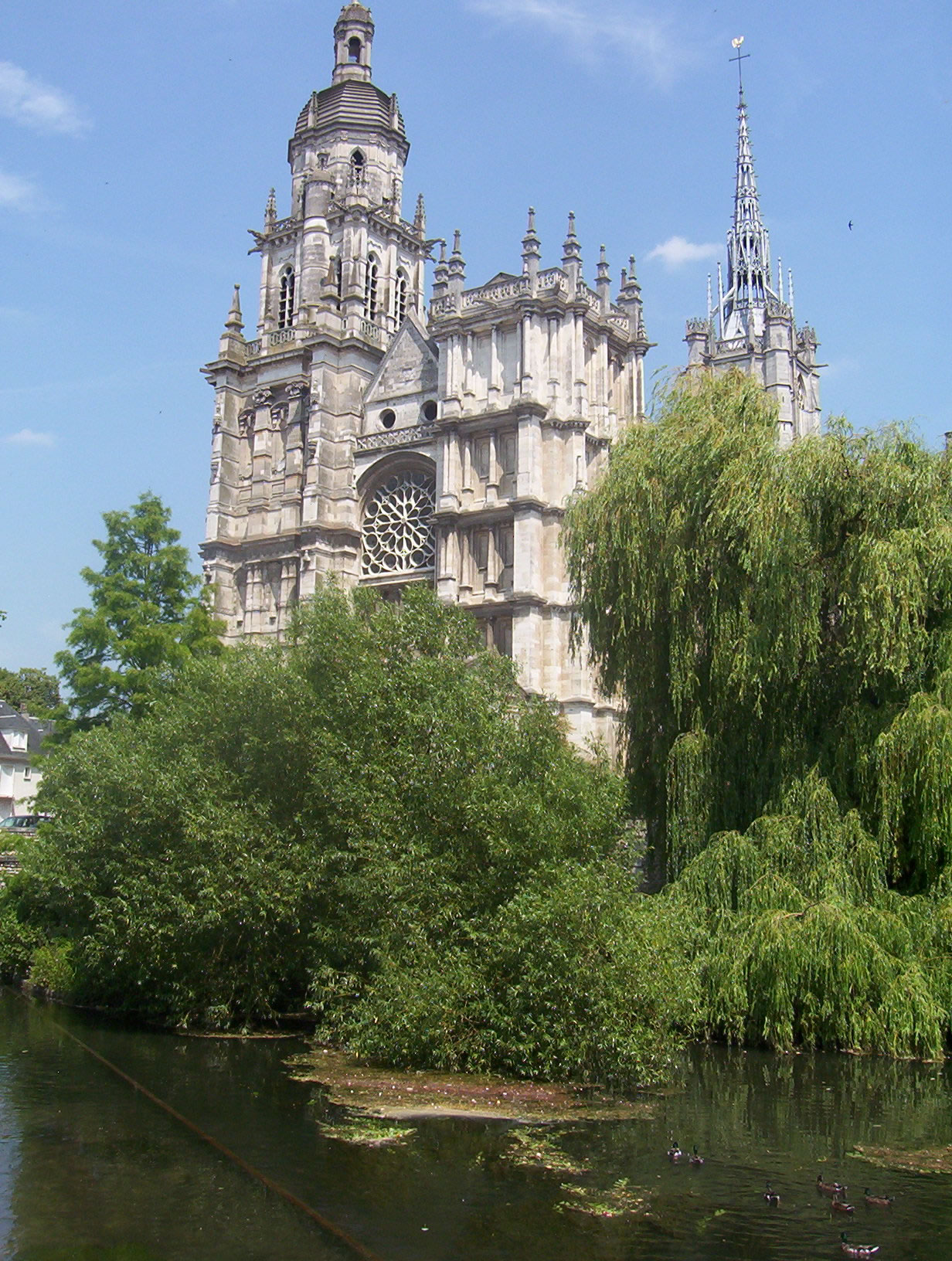
Catedral de Notre Dame de Évreux.

### Días de mercado
- Centro de la ciudad, Plaza Clémenceau: miércoles por la mañana y sábados por la tarde
- La Madeleine, Plaza Kennedy: viernes tarde y domingos por la mañana
- Navarre, Plaza Bertrand du Pouget: domingos por la mañana
- Netreville, Centro comercial de los Peupliers: miércoles por la tarde
- Saint Michel, Plaza Aimé Doucerain: martes y viernes por la mañana

## Hermanamientos
- Rugby (Reino Unido)
- Rüsselsheim (Alemania)
- Sueca (España)